# Jagdgeschwader 109
Das Jagdgeschwader 109 war ein Verband der Luftwaffe der Wehrmacht im Zweiten Weltkrieg.

## Geschichte
Die I. Gruppe des Jagdgeschwaders 109 wurden am 13. April 1944 in Stolp-Reitz (Lage) aus Teilen der I. Gruppe des Jagdgeschwaders 105 aufgestellt. Ein Geschwaderstab oder weitere Gruppen bestanden nicht. Das Geschwader war während seiner gesamten Bestehenszeit eine Ausbildungseinheit. Am 15. Oktober wurde die I. Gruppe in die II. Gruppe des Jagdgeschwaders 103 umgewandelt. Damit hatte das Geschwader aufgehört zu bestehen.

## Gruppenkommandeur
I. Gruppe
- Major Walter Kienzle, Mai 1944 bis 15. Oktober 1944